# Djerma
Pour les articles homonymes, voir Djerma (homonymie).
Djerma est une commune algérienne de la wilaya de Batna, située à 21 km au nord-est de Batna et à 93 km au sud-ouest de Constantine.

## Géographie

### Situation
Le territoire de la commune de Djerma est situé au nord-est de la wilaya de Batna.
| Seriana | Lazrou | Aïn Yagout |
| Seriana | Djerma | Boumia     |
| Seriana | Fesdis | El Madher  |

### Localités de la commune
La commune de Djerma est composée de 13 localités :
- Aarour
- Aïn Skhouna
- Belkhez
- Bouyakhfaoun
- Khemara
- Messaoudi Laïd
- Ouled Lakhdar
- Sidi Khiar, chef-lieu de la commune
- Soukhal
- T'Fouda
- Taguergouret
- Tamkhaleft
- Tournant

## Population

### Pyramide des âges
| Hommes | Classe d’âge | Femmes |
| ------ | ------------ | ------ |
| 0,47   | 80 ans et +  | 0,41   |
| 1,19   | 70 à 79 ans  | 1,43   |
| 2,07   | 60 à 69 ans  | 1,78   |
| 3,49   | 50 à 59 ans  | 3,06   |
| 5,56   | 40 à 44 ans  | 5,21   |
| 7,45   | 30 à 39 ans  | 7,89   |
| 9,52   | 20 à 29 ans  | 9,6    |
| 10,83  | 10 à 19 ans  | 9,55   |
| 10,22  | 0 à 9 ans    | 10,1   |
| 0,03   | nd           | 0,03   |

| Hommes | Classe d’âge | Femmes |
| ------ | ------------ | ------ |
| 0,49   | 80 ans et +  | 0,48   |
| 1,21   | 70 à 79 ans  | 1,23   |
| 1,77   | 60 à 69 ans  | 1,8    |
| 3,43   | 50 à 59 ans  | 3,37   |
| 5,04   | 40 à 49 ans  | 5,25   |
| 6,80   | 30 à 39 ans  | 6,88   |
| 10,74  | 20 à 29 ans  | 10,39  |
| 11,29  | 10 à 19 ans  | 10,84  |
| 9,69   | 0 à 9 ans    | 9,25   |
| 0,02   | nd           | 0,03   |

### Évolution démographique
| 1977  | 1987  | 1998  | 2008  |
| ----- | ----- | ----- | ----- |
| 2 064 | 2 679 | 3 063 | 3 436 |

## Patrimoine

### Parcs et jardins
Le Parc animalier de Djerma est réputé de par la diversité de sa faune animalière dont certaines espèces sont endémiques à la région. La ville de Djerma dispose d'un zoo à proximité appartenant administrativement à la ville de Seriana.
Le Parc d'attractions Lompi Family Park situé dans la commune de Djerma, proche de l'aéroport de Batna. Doté d'un aquaparc inauguré durant l'été 2009. De nombreux touristes et estivants s'y rendent venant de tout le pays et principalement des wilayas voisines. Le parc d'attractions disposant de pistes de Quad, de Karting et de dizaines d'attractions, de restaurants de type chalets ainsi que nombreux snacks et sandwicheries.

### Musées
Le musée de la ferme Lucas, est un ex-centre de détention devenu musée en 2010. Composée d'un logis (rez-de-chaussée et un étage) avec pigeonniers et des dépendances formant une cour arborée et fermée.